# Heinrich Martin Weber
Heinrich Martin Weber (Heidelberg, 5 maggio 1842 – Strasburgo, 17 maggio 1913) è stato un matematico tedesco.

## Biografia
Docente all'università di Heidelberg dal 1869, nel 1870 fu assunto al politecnico di Zurigo. Nel 1875 si spostò all'università di Königsberg; nel 1883 insegnò a Berlino, nel 1884 fu insegnante all'università di Marburgo.
Nel 1893 si spostò a Gottinga e infine, nel 1895, si stabilì all'università di Strasburgo.
Lavorò sulla teoria dei numeri, sull'idrodinamica e sull'elettrodinamica.